# 沼川站

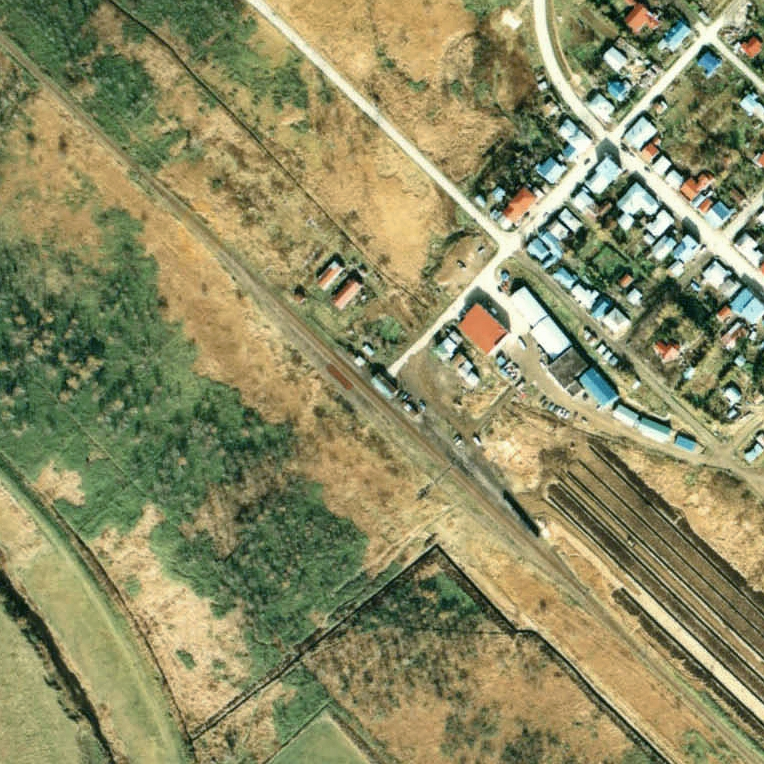
1977年的沼川站與方圓約500米範圍。左上方為南稚內方向，當時設有2面2線的相對式月台，車站大樓旁邊設有貨物月台和引込線，車站後邊設有副本線和堆場，當時在圖中看不到貨物起卸。曾經車站後唐的堆場南邊設有水道，圖中可看見直角的曲位。殖民軌道沼川線（馬力）的車站中設有大型屋頂。該軌道會穿越堆場，從幌延腹地的北澤，以及豐富腹地的有明方向有許多木材和煤炭運送至此處。右下方設有與本線並行的路軌。

沼川站（日语：／ Numakawa eki */?）是位於北海道稚內市大字聲問村字沼川，北海道旅客鐵道（JR北海道）的天北線車站（廢站）。隨著天北線廢線，車站在1989年（平成元年）5月1日廢除。

## 歷史
- 1922年（大正11年）11月1日 - 鐵道省宗谷本線鬼志別站至稚內站（現時：南稚內站）之間開通（宗谷本線全線開通），此站啟用[3]。一般車站[1]。
- 1930年（昭和5年）4月1日 - 音威子府站至稚內站之間的路段改名為北見線，成為北見線車站。
- 1933年（昭和8年）11月 - 殖民軌道沼川線（後來為幌沼線）啟用。
- 1949年（昭和24年）6月1日 - 日本國有鐵道成立，成為日本國有鐵道車站。
- 1961年（昭和36年）4月1日 - 路線改名為天北線，成為天北線車站。
- 1964年（昭和39年） - 簡易軌道幌沼線廢除。
- 1982年（昭和57年）6月1日 - 結束貨物處理[1]。
- 1984年（昭和59年）2月1日 - 結束行李處理[1]。
- 1986年（昭和61年）11月1日 - 撒走交會設備。同時成為無人車站（簡易委託化）。
- 1987年（昭和62年）4月1日 - 伴隨國鐵分割民營化，車站由北海道旅客鐵道（JR北海道）營運[1]。
- 1989年（平成元年）5月1日 - 天北線全線廢除，此站也廢除[1]。

## 車站構造
截至車站廢除前，車站是一座地面車站，設有1面1線的單式月台。月台位於路軌東邊（南稚內方向的列車會開啟右邊車門）。截至1983年（昭和58年），在音威子府一方設有分支，連接車站大樓南邊的貨物月台和側線（缺角式月台）。在分支附近設置了止衝擋。
曾經此站設有2面2線的相對式月台，當時可進行列車交會。截至1983年（昭和58年），即使車站的交會設備停用，站內也有側線。而兩方向的轉轍器會繼續運作，在轉轍器附近設有止衝擋。
此站是無人車站（於車站大樓內售票的簡易委託車站）。在有人車站時代，曾設有木制車站大樓。車站大樓位於站內東邊，連接月台中央部分。事務室的窗框是鋁製，候車室等其他窗都覆蓋著乙烯基以抵禦寒冷。截至1983年（昭和58年），簡易委託的車站職員是一個愛好植樹的前漁船長，當時會在車站旁邊村種植了東北紅豆杉等樹木。
另外，在1933年（昭和8年）至1964年（昭和39年）之間，車站後方設有殖民軌道幌沼線（沼川線）的車站。

## 站名的由來
車站名稱取自所在的地名「字沼川」。

## 車站周邊
車站周邊設有小型村落，也是奶農地區。站前道路設有一些民居，車站後方為濕地。
- 北海道道138號豐富猿拂線
- 北海道道1119號稚內豐富線
- 稚內市政廳（日语：稚内市役所）沼川分所
- 稚內警署（日语：稚内警察署）沼川駐在所
- 沼川郵局
- 北宗谷農業協同組合沼川分所
- 稚內市立天北小中學（日语：稚内市立天北小中学校）
- 沼川神社
- 沼川法華寺
- 壽德寺
- 聲問川
- 宇流谷川[5]
- 宗谷巴士（日语：宗谷バス）曲淵線（日语：天北線 (宗谷バス)）「沼川」巴士站（2020年3月31日路綫取消）

## 現況
截至2001年（平成13年），月台、站名牌和車站大樓解體後的地基在無人管理下漸漸腐爛在灌木叢，後來撤走。截至2010年（平成22年），舊站內建設了小型公園，後方還設有月台遺蹟。在公園內設有站名牌的複制品，以及舊車站大樓照片，牌上寫了「舊JR天北線沼川車站大樓」。

## 簡易軌道幌沼線
曾經設有連接此站至宗谷本線幌延站的簡易軌道幌沼線（全線開通時的路線名稱）。幌延停車場至沼川停車場之間距離34.9公里。軌距762毫米。動力為馬力。為了開發農業而建設。在戰後由於離農者增加、人口減少、設施老化，以及周邊道路整備。在部分路線廢除下，於1964年（昭和39年）全線廢除。

### 歷史
- 1920年代（大正年間）末期 - 幌延停車場至北澤停車場之間計劃建設下江邊別殖民軌道[10]。
- 1928年（昭和3年） - 開始殖民軌道幌延線幌延停車場至北澤停車場間工程[9][10]。
- 1929年（昭和4年）12月24日[11] - 幌延停車場至北澤停車場之間（13.8公里）開通[9][10]。
- 1932年（昭和7年）10月 - 開始北澤停車場至沼川停車場之間工程（各村開始工程）[9]。
- 1933年（昭和8年）11月 - 殖民軌道沼川線[10]沼川停車場至上福永站停車場（14.9公里）開通[9][10]。
- 1934年（昭和9年）8月 - 沼川線上福永停車場至北澤停車場之間（6.2公里）開通，全線開通（34.9公里）[9][10]。
- 1936年（昭和11年） - 幌延線與沼川線合併，線路名稱改為幌沼線[10][注 1]。
- 1948年（昭和23年）
  - 在幌延一方於熊越峠附近的軌道由於坍塌，使部分區間不能行走[9]。
  - 幌延停車場至北澤停車場之間廢除[9][10]。路線名稱改為沼川線[10]。
- 1950年（昭和25年） - 北澤停車場至有明停車場之間廢除[10]。
- 1964年（昭和39年） - 有明停車場至沼川停車場之間（13.4公里）廢除（全線廢除）[9][10][注 2]。

### 現況
截至2011年（平成23年），已經看不到任何遺蹟。

## 相鄰車站
北海道旅客鐵道（JR北海道）
天北線
曲淵－樺岡－樺岡

## 注腳